# Poneropsis escheri
Poneropsis escheri är en myrart som beskrevs av Oswald Heer 1867. Poneropsis escheri ingår i släktet Poneropsis och familjen myror. Inga underarter finns listade i Catalogue of Life.